# Храм Минервы Халкидейской
Храм Минервы Халкидейской ― ныне утраченное древнеримское культовое сооружение, построенное в честь Минервы, богини мудрости и покровительнице ремёсел.
Храм находился рядом с Храмом Исиды, недалеко от Пантеона.
Храм Минервы был небольшим по своим размерам и был построен по заказу полководца Гнея Помпея Великого в 60 году до н. э. Вероятно, он был уничтожен в результате великого пожара в Риме, произошедшего в 80 году н. э., который уничтожил почти все строения на Марсовом поле, где храм и располагался. Он был восстановлен позднее, во время правления императора Домициана.
Надпись с названием храма находится в базилике Святой Марии над Минервой, которая была возведена в VIII веке. Вплоть до XV века господствовало утверждение, что эта христианская церковь была построена на руинах храма Минервы Халкидейской. На самом деле на этом месте находились три древних храма, посвященных Минерве, Исиде и Серапису. Вероятно, со временем святилища заменили общим храмом Минервы-Исиды (лат. Minerva Isaeum). Однако на самом деле храм находился примерно в 200 метрах к западу от нынешнего местоположения церкви. По археологическим данным церковь Святой Марии построена на руинах дома Септы Юлии примерно в двухстах метрах от античного храма Минервы. Руины храма Минервы были найдены под церковью Святой Марты. Считается, что целла храма сохранилась ещё вплоть до XVI века.